# Suriyaco
Suriyaco es una localidad del departamento San Blas de los Sauces, provincia de La Rioja, Argentina.
Se accede a través de la Ruta Nacional 40 y luego mediante la ruta provincial que se dirige hacia el sur.
Según una investigación realizada por jóvenes alumnos del departamento, el nombre Suriyaco significa "aguada del suri".
En la localidad existe un centro de atención primaria en salud. Otros servicios, como por ejemplo la educación, se prestan en las localidades cercanas.

## Población
Suriyaco cuenta con una población de 208 habitantes (Indec, 2010), lo que representa un leve incremento respecto de 181 habitantes (Indec, 2001).

## Sitios de interés
Uno de los puntos de interés turístico es la quebrada de Suriyaco. Además de su valor recreativo y paisajístico, se puede acceder a un pequeño sitio arqueológico y a un antiguo molino harinero, sumamente deteriorado. Sin embargo, el departamento San Blas de los Sauces no había logrado desarrollar hasta el año 2015 equipos de guías capacitados u otros servicios turísticos.

## Sismicidad
La sismicidad de la región de La Rioja es frecuente y de intensidad baja, y un silencio sísmico de terremotos medios a graves cada 30 años en áreas aleatorias.